# Cosi come sei
Cosi come sei (укр. «Така яка є») — пісня італійського співака і кіноактора Адріано Челентано 1996 року.

## Про пісню
Пісня є першим треком альбому Адріано Челентано «Arrivano gli uomini», автором музики та тексту пісні став Карло Маццоні. У записі пісні вперше у творчості Челентано взяли участь американський гітарист Майкл Томпсон і аранжувальник Фіо Дзанотті. Особливістю пісні є присутність дитячого хору. «Cosi come sei» виконувалася наживо Челентано лише 1996 року, надалі пісня залишилася забутою і не потрапила до жодної збірки співака.

## Складова
Пісня створена у стилі поп-року, вона торкається теми кохання.

## Телебачення
Челентано активно просував альбом «Arrivano gli uomini» у 1996 році на телебаченні, де він, зокрема, вперше з'явився як гість в телемережах «Fininvest» і «Mediaset». Для виконання на телебаченні він обрав менш гостросюжетні пісні альбому, зокрема, «Cosi come sei», «Solo da un quarto d'ora» й оригінальну за складовою «Torno a settembre», яка стала малозрозумілою для публіки. Тоді як заголовний трек альбому, «Arrivano gli uomini», Челентано представляв на телеканалі Rai 1 під час виступу, який передував трансляції анімаційного диснеївського фільму «Бембі». Під час цього виступу Челентано виконував пісню у супроводі дитячого хору, окрім цього, демонструвалися кадри бігу співака біля його маєтку разом з дітьми та різні документальні кадри, що стосувалися різних соціальних проблем. Також Челентано виконував пісні альбому на таких телепередачах, як «Il Boom» Тео Теоколі, у 34-хвилинному випуску передачі «Numero Uno» на Rai 1 з ведучим Піппо Баудо 8 травня, у 27-хвилинному випуску «Super» — передачі Амбри Анджоліні на Canale 5 30 червня. Челентано також просував свій альбом на німецькому телебаченні.

## Сингл

### Трек-лист
Європейський CD-сингл (Clan Celentano 74321 38110 2, Ricordi 74321 38110 2), європейський CD-промо-сингл (Clan Celentano 74321 38543 2, Ricordi 74321 38543 2)
1. «Cosi Come Sei» — 3:42
2. "Susanna — 4:45
3. «Veronica Verrai (Veronica You'll Come)» — 4:35
Італійський CD-промо-сингл (Clan Celentano CLCDPR 375182)
1. «Così Come Sei» — 4:51